# Ofira Henig
Pour les articles homonymes, voir Henig.
Ofira Henig (en hébreu, אופירה הניג) est une metteuse en scène israélienne née en 1960 ; elle a été  directrice artistique du Khan Theatre de Jérusalem.

## Biographie
Ofira Henig naît au kibboutz Rouhama en mars 1960 ; sa famille s’installe en 1962 à Holon, où elle effectue sa scolarité. Après son service militaire, elle voyage deux ans en Europe et y découvre le répertoire théâtral. Elle sort diplômée en 1986 de l’École des arts et techniques Seminar Hakibbutzim de Tel Aviv. Elle réalise ses premières mises en scène à l’école des arts de la scène Beit Zvi de Ramat Gan.
Elle est alors engagée au théâtre Habima de Tel Aviv, où elle est metteuse en scène à demeure et membre du conseil artistique de 1991 à 1993. Après deux ans en indépendantè, avec des créations au théâtre municipal de Beer-Sheva, elle devient directrice artistique du Khan Theatre de Jérusalem, auquel elle donne un nouveau souffle.
En 2002, elle est nommée directrice artistique du théâtre et de la danse au  Jerusalem International Festival. En 2004, elle est nommée directrice de The Laboratory, un nouveau théâtre expérimental à Jérusalem, succédant à Oded Kotler. Elle en fait un lieu de collaboration entre auteurs juifs et arabes. Sa première production est  Salomé d’Oscar Wilde et regroupe des acteurs juifs et arabes. Elle travaille souvent avec Khalifa Natour.

## Théâtre (partiel)
Metteuse en scène
- 2012 : Ulysses on Bottles de Gilad Evron, Haifa Theatre
- 2008 : In Spitting Distance de Taher Najib, monologue en arabe, Opéra de Sydney, Australie (acteur : Khalifa Natour)[1]
- 2005 :  Salomé d’Oscar Wilde
- 2002 : Les Paravents de Jean Genet, Habima, Tel Aviv
- 2001 : Le Retour au désert  de Bernard-Marie Koltès, Khan Theatre, Jérusalem
- 1997 : Yvonne, princesse de Bourgogne de Witold Gombrowicz, Khan Theatre, Jérusalem
- 1993 :   Hippolyte d’Euripide, Habima, Tel Aviv
- 1993 :  Créanciers d’August Strindberg, Habima, Tel Aviv
- 1992 :   Les Bas-fonds de Maxime Gorki, Habima, Tel Aviv
- 1991 :  La Ménagerie de verre de Tennessee Williams, Habima, Tel Aviv
- 1990 : Bent de Martin Sherman, Beit Zvi, Ramat Gan
- 1989 : Equus de Peter Shaffer, Beit Zvi, Ramat Gan